# Бойд (округ, Кентукки)
Бойд (англ. Boyd County) — округ в штате Кентукки, США. Официально образован в 1860 году. По состоянию на 2010 год, численность населения составляла 49 542 человек.

## География
По данным Бюро переписи США, общая площадь округа равняется 419,580 км2, из которых 414,400 км2 суша и 5,698 км2 или 1,300 % это водоёмы.

## Население
По данным переписи населения 2000 года в округе проживает 49 752 жителей в составе 20 010 домашних хозяйств и 14 107 семей. Плотность населения составляет 120,00 человек на км2. На территории округа насчитывается 21 976 жилых строений, при плотности застройки около 53 строений на км2. Расовый состав населения: белые — 95,97 %, афроамериканцы — 2,55 %, коренные американцы (индейцы) — 0,16 %, азиаты — 0,30 %, представители других рас — 0,14 %, представители двух или более рас — 0,88 %. Испаноязычные составляли 1,12 % населения независимо от расы.
В составе 28,90 % из общего числа домашних хозяйств проживают дети в возрасте до 18 лет, 55,70 % домашних хозяйств представляют собой супружеские пары проживающие вместе, 11,60 % домашних хозяйств представляют собой одиноких женщин без супруга, 29,50 % домашних хозяйств не имеют отношения к семьям, 26,50 % домашних хозяйств состоят из одного человека, 12,20 % домашних хозяйств состоят из престарелых (65 лет и старше), проживающих в одиночестве. Средний размер домашнего хозяйства составляет 2,38 человека, и средний размер семьи 2,86 человека.
Возрастной состав округа: 21,80 % моложе 18 лет, 8,30 % от 18 до 24, 28,70 % от 25 до 44, 25,60 % от 45 до 64 и 25,60 % от 65 и старше. Средний возраст жителя округа 40 лет. На каждые 100 женщин приходится 96,00 мужчин. На каждые 100 женщин старше 18 лет приходится 93,10 мужчин.
Средний доход на домохозяйство в округе составлял 32 749 USD, на семью — 41 125 USD. Среднестатистический заработок мужчины был 35 728 USD против 22 591 USD для женщины. Доход на душу населения составлял 18 212 USD. Около 11,50 % семей и 15,50 % общего населения находились ниже черты бедности, в том числе — 22,40 % молодёжи (тех, кому ещё не исполнилось 18 лет) и 12,10 % тех, кому было уже больше 65 лет.